# 4 agosto
Il 4 agosto è il 216º giorno del calendario gregoriano (il 217º negli anni bisestili). Mancano 149 giorni alla fine dell'anno.

## Eventi
- 367 – Graziano, figlio dell'imperatore romano Valentiniano I, viene nominato dal padre co-augusto e associato al trono all'età di otto anni
- 1258 – Pace di Sant'Ambrogio: trattato di pace che fece definitivamente tramontare il rischio della guerra civile fra il popolo (Commune populi) e l'aristocrazia (Commune militum) all'interno del Comune di Milano
- 1578 – Nella battaglia di Al Kasr al Kebir i marocchini sconfiggono i portoghesi: Re Sebastiano I del Portogallo viene battuto e ucciso in Nordafrica, lasciando il suo vecchio zio, cardinale Enrico, come suo erede, dando il via a una crisi di successione in Portogallo
- 1735 – John Peter Zenger, giornalista del New York Weekly Journal, viene assolto dall'accusa di diffamazione nei confronti del governatore reale di New York poiché le notizie che avevano portato all'accusa erano vere; il caso è considerato fra le prime espressioni della libertà di stampa
- 1789 – In Francia viene abolito il sistema feudale
- 1790 – Un atto tariffario appena approvato stabilisce il Revenue Cutter Service, predecessore della Guardia Costiera degli Stati Uniti
- 1821 – Atkinson & Alexander pubblicano il Saturday Evening Post come giornale settimanale
- 1848 – Il podestà di Milano firma la resa della città al maresciallo Radetzky dopo le Cinque giornate di Milano
- 1859 – Una sentenza della Corte di Cassazione francese vieta l'uso della lingua italiana in Corsica
- 1863 – A Martin in Slovacchia viene fondata la Matica slovenská
- 1873 – Guerre indiane: mentre protegge una squadra di ispezione della ferrovia nel Montana, il 7º Cavalleggeri, guidato dal tenente colonnello George Armstrong Custer, si scontra per la prima volta con i Sioux nei pressi del Tongue River; verrà ucciso solo un uomo per parte
- 1879 – Papa Leone XIII pubblica l'enciclica Aeterni Patris sull'uso della filosofia al servizio della dottrina della fede, sulla sottomissione della filosofia alla fede, sulla necessità di seguire l'insegnamento dei padri, sull'importanza dell'opera di Tommaso d'Aquino
- 1892 – La famiglia di Lizzie Borden viene trovata assassinata nella sua casa di Fall River (Massachusetts)
- 1902 – Apre il Greenwich foot tunnel sotto il Tamigi
- 1903 – Roma: il cardinale Giuseppe Melchiorre Sarto viene eletto papa con il nome di Pio X
- 1908 – Papa Pio X pubblica l'enciclica Haerent Animo sull'esortazione ai sacerdoti
- 1914 – Prima guerra mondiale: il Regno Unito dichiara guerra alla Germania e gli Stati Uniti d'America si dichiarano neutrali
- 1916 - Gli USA acquistano le Isole Vergini pagando alla Danimarca 25 milioni di dollari
- 1932 – Adriano Olivetti trasforma la "Ing. C. Olivetti & C." di Ivrea, nella società Olivetti
- 1944 – Olocausto: una soffiata da parte di un informatore olandese mai identificato porta la Gestapo in un'area sigillata di un magazzino di Amsterdam dove si nascondono Anna Frank e la sua famiglia
- 1957 - Juan Manuel Fangio vince per la quarta volta consecutiva (quinta totale) il titolo mondiale di F1
- 1961 - Barack Hussein Obama nasce a Honolulu, Hawaii, Stati Uniti
- 1964
  - Guerra del Vietnam: i cacciatorpediniere statunitensi USS Maddox e USS C. Turner Joy vengono "attaccati" nel Golfo del Tonchino; il supporto aereo proveniente dalla portaerei USS Ticonderoga (CV-14) affonda due, forse tre imbarcazioni nordvietnamite
  - Movimento americano per i diritti civili: gli attivisti per i diritti civili James Chaney, Andrew Goodman e Michael Schwerner vengono trovati morti nel Mississippi; erano scomparsi il 21 giugno precedente
- 1969 – Guerra del Vietnam: nell'abitazione parigina di un intermediario francese, Jean Sainteny, il rappresentante statunitense Henry Kissinger, e quello nordvietnamita Xuan Thuy iniziano dei negoziati di pace segreti che non avranno successo
- 1972 – Attentato all'oleodotto della SIOT, un'azione terroristica perpetrata da Settembre Nero contro i serbatoi di stoccaggio del petrolio greggio situati presso la località di Mattonaia, a San Dorligo della Valle (TS)
- 1974 – Tragedia dell'Italicus: a San Benedetto Val di Sambro, sulla linea ferroviaria Firenze–Bologna, in prossimità dell'uscita dalla lunga galleria appenninica, un ordigno ad alto potenziale esplode nella ritirata della vettura numero 5 del treno Italicus, affollato di gente che si sposta per le vacanze estive
- 1977 – Il presidente statunitense Jimmy Carter firma la legge che istituisce il Dipartimento dell'energia degli Stati Uniti
- 1978 - Sara Simeoni stabilisce il record del mondo del salto in alto (2,01 m) al Meeting di Brescia
- 1983
  - Thomas Sankara diventa presidente dell'Alto Volta
  - Bettino Craxi è nominato presidente del Consiglio; il primo appartenente al Partito Socialista Italiano
- 1984 – La repubblica africana dell'Alto Volta cambia il proprio nome in Burkina Faso
- 1991 – La nave da crociera greca Oceanos naufraga al largo della costa del Sudafrica
- 1993
  - Un giudice federale condanna gli agenti della LAPD, Stacey Koon e Laurence Powell a 30 mesi di prigione per aver violato i diritti civili di Rodney King
  - Dichiarazione di Kōno: a conclusione di un apposito studio governativo, il segretario generale del governo giapponese Yōhei Kōno ammette le responsabilità criminali dell'esercito giapponese nei confronti delle "donne di conforto", civili costrette con la forza a servire come schiave sessuali per i militari giapponesi fra gli anni 1930 e 1950 nei vari territori estremo-orientali occupati dall'esercito nipponico[1]
- 1997 – A 122 anni e 164 giorni muore Jeanne Calment, l'essere umano più longevo di tutti i tempi
- 2005
  - Torna in video Ayman al-Zawahiri, il numero due di Al Qaida: plaude agli attacchi di Londra e minaccia nuovamente i Paesi che hanno inviato soldati nei paesi musulmani
  - Un giovane estremista israeliano Eden Natan-Zada, 19 anni, apre il fuoco contro i passeggeri di un autobus nella città di Shfaram, nel nord della Galilea, uccidendo l'autista e due passeggere e ferendo altre 12 persone; il terrorista sarebbe stato poi ucciso dalla folla
- 2007 – La NASA lancia la sonda Phoenix Mars Lander
- 2010 – Golfo del Messico: tramite l'operazione Static Kill si riesce a chiudere dopo 106 giorni la falla nella piattaforma affondata Deepwater Horizon
- 2018 – Il presidente del Venezuela Nicolás Maduro, durante un discorso, esce incolume da un attentato effettuato con droni carichi di esplosivi
- 2019 – Egitto: un attentato nel cuore del Cairo, forse collegato a cellule dello Stato Islamico, provoca la morte di 20 persone
- 2020 – Libano: nel porto di Beirut avviene una violenta esplosione che causa ingenti danni a tutta la zona circostante, con un bilancio di oltre 220 morti e più di 7000 feriti
- 2021 – Viene arrestato il boss latitante della Camorra Raffaele Imperiale a Dubai, famoso per aver rubato dei quadri di Vincent van Gogh

## Nati
Ci sono circa 1 130 voci su persone nate il 4 agosto; vedi la pagina Nati il 4 agosto per un elenco descrittivo o la categoria Nati il 4 agosto per un indice alfabetico.

## Morti
Ci sono circa 450 voci su persone morte il 4 agosto; vedi la pagina Morti il 4 agosto per un elenco descrittivo o la categoria Morti il 4 agosto per un indice alfabetico.

## Feste e ricorrenze

### Civili
Nazionali:
- Burkina Faso – Anniversario della rivoluzione
- Isole Cook – Giorno della costituzione (le celebrazioni iniziano l'ultimo venerdì di luglio e durano per due settimane)

### Religiose
Cristianesimo:
- San Giovanni Maria Vianney, sacerdote
- Sant'Aristarco di Tessalonica, vescovo
- Sant'Eleuterio di Tarsia, martire
- Sant'Eufronio di Tours, vescovo
- Santi Giustino e Crescenzione, martiri
- Santa La, martire in Persia
- Sant'Onofrio di Panaia, eremita
- San Rainerio di Cagli, vescovo
- Beata Berta di Cavriglia, badessa
- Beata Cecilia, vergine
- Beato Frédéric Janssoone, religioso
- Beati Giovanni della Croce ed Egidio da Siviglia, mercedari
- Beati Giuseppe Batalla Parramon, Giuseppe Rabasa Betanachs ed Egidio Rodicio Rodi, salesiani, martiri
- Beato Gonzalo Gonzalo Gonzalo, religioso e martire
- Beato Jozef Krzysztofik, sacerdote cappuccino, martire
- Beato William Horne, monaco certosino, martire
- Beato Riccardo Gil Barcelon, sacerdote e martire